# 二人转
二人转，亦稱东北二人转，舊時稱為地蹦子、蹦蹦戲、秧歌、小落子、小秧歌、双玩艺、过口、风柳、春歌、半班戏、双条边曲等，1952年定名為二人轉。是中国东北地区的走唱类曲艺、地方戏，是广泛流传于的吉林省、辽宁省、黑龙江省及内蒙古自治区部分地区的戏曲形式。融合了东北秧歌、莲花落、戏曲、东北民歌、笑话、杂耍等曲艺形式。

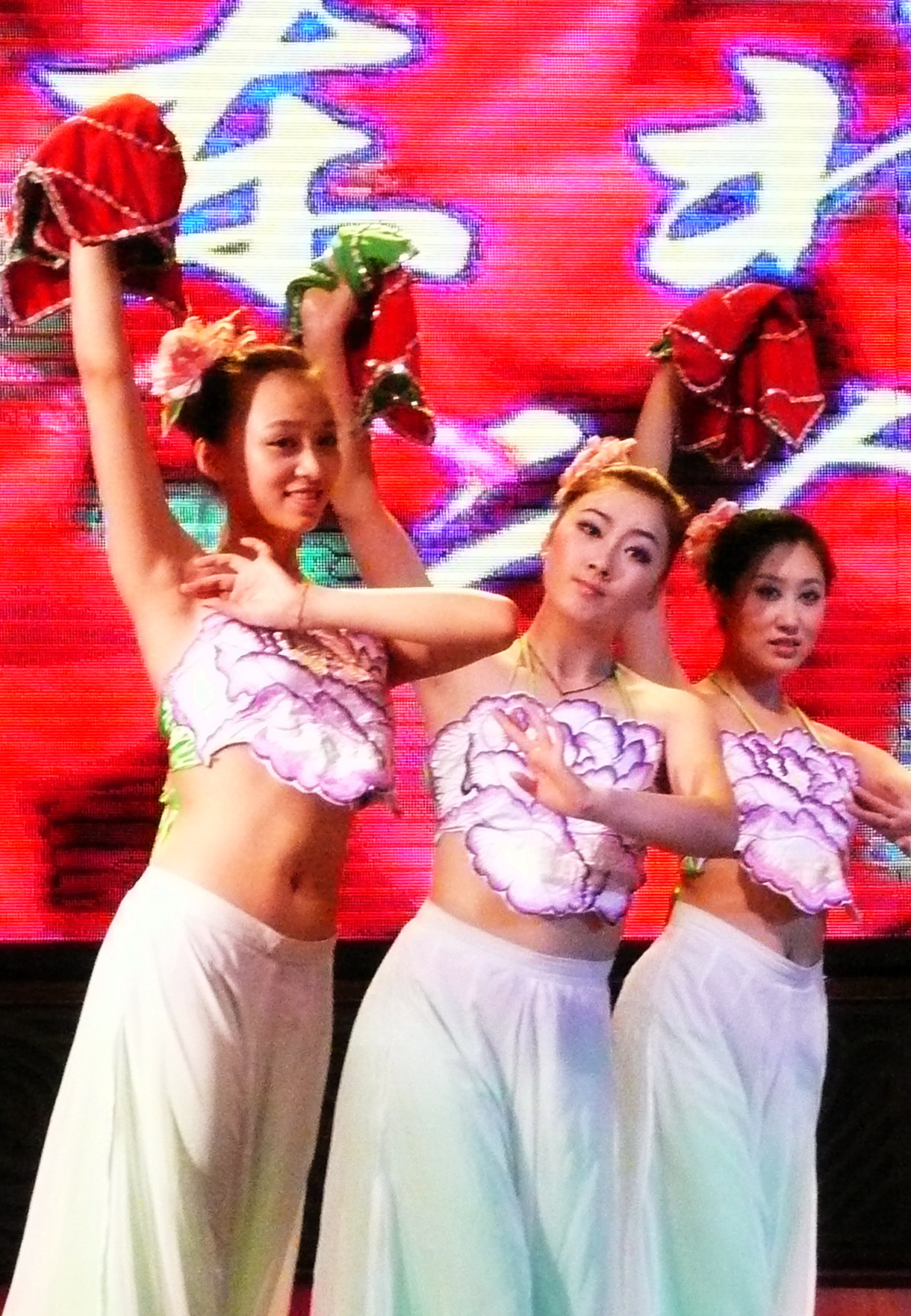
二人转表演：转手绢

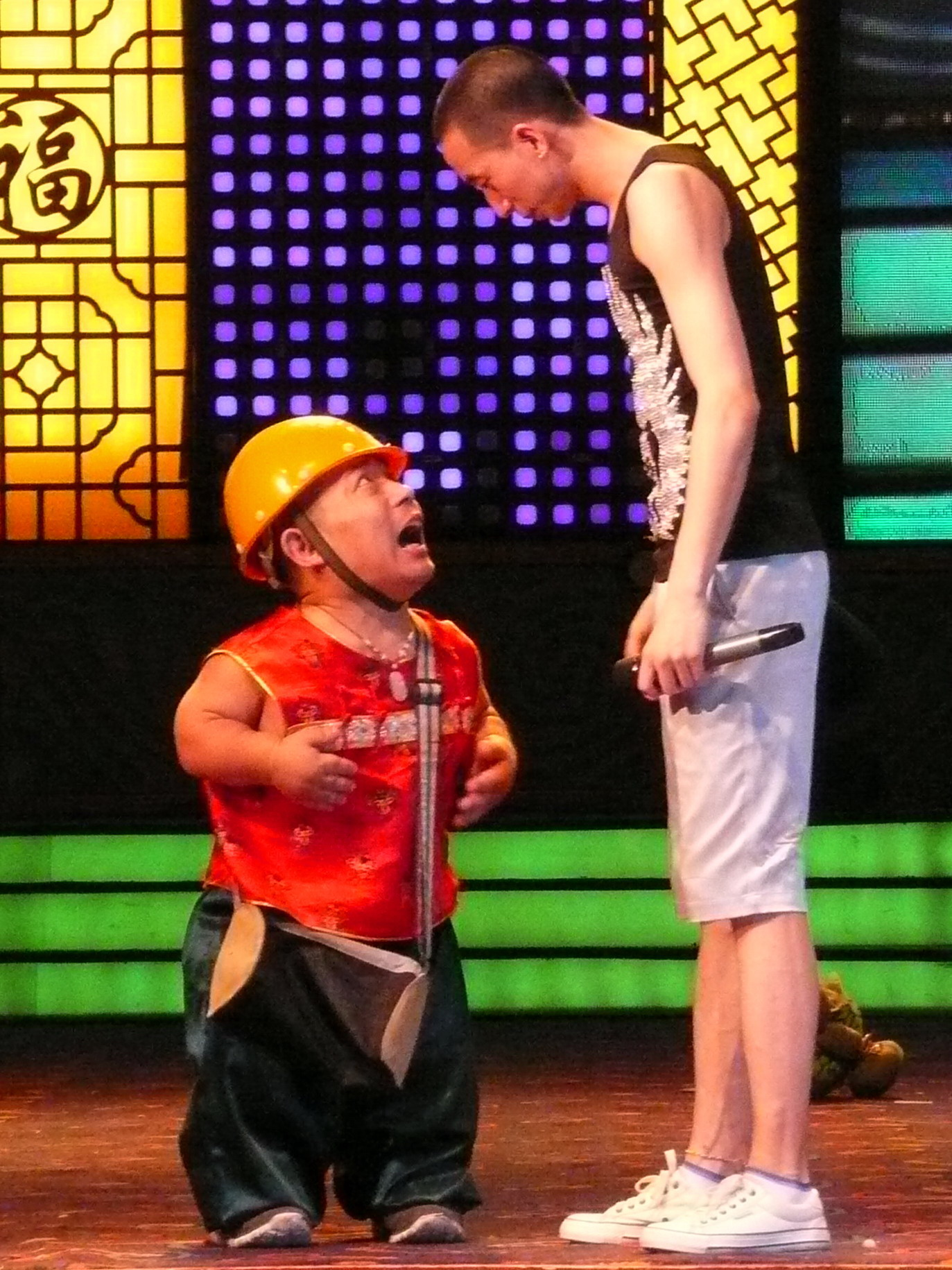
在二人转中，丑角（左）是十分重要的角色之一。

## 表演形式
通常只有演員2人，一飾丑，一飾旦，以簡單的化裝，持簡單的道具如手帕、紙扇、竹板等，作對舞、穿花；另一種形式，是以劇中人的身份，作一些戲劇化的表演，演出方式十分簡單、活潑、生動。
二人转本身的表演形式通常演员为一男一女。在表演有多个角色出场的剧目时，两人并不会扮演固定的角色，也不会固定男（女）角色由男（女）演员演唱，道具上也只会有手绢与扇子。比较知名的曲目有《马前泼水》、《大西厢》等。
在不表演剧目的时候，一般男女演员的服装则会以花俏、诙谐为主，例如男演员穿大红裤子，花鞋。一般演员要携带一些东西作为道具。手绢在过去的表演中占有很重要的位置，演员经常会使手绢不停旋转，并轻轻一托使其腾空而起，熟练的表演者可以使拋出的手绢飞回手中。
「二人轉」在每年的燈節時，人們就拼凑組合起來，載歌載舞地演唱。初期時的演出是耍「黑棍子」，就是沒有音樂伴奏和化裝，只有兩人乾唱一個「老邊關調」，連唱帶扭很吃力，其後為了省力，逐漸改為「拉場戲」，由2人變成3人以上來表演。
「单出头」通常由一人出演，在唱戏的时候，通常会由这一个人来演全部的角色，剧目通常是由二人转的传统剧目改编而来。

## 发展历史
二人转从清朝开始就是东北地区广为接受和喜爱的艺术形式，其最早绽放光芒的舞台是农村的草台、红白喜事和“大车店”（底层货运马夫夜间休息的场所，通常是一铺炕上睡着十几个马夫，二人转演员就在炕下表演赚钱）。由于其内容简单、诙谐，且常夹杂色情粗俗成分，深受底层劳动人民喜爱，成为劳动人民缓解生活压力的出口。
新中国成立后，二人转由于其低俗的内容而不被主流艺术界接受，但仍在东北民间保持着广泛的接受度和传唱度，受到了更加广泛的喜爱。在这一时期，更多的劳动人民获得了休息时间和参与二人转创作的机会，创作和改编了众多带有时代特色的二人转作品。如今广为传唱的《墙里墙外》《双回门》等经典作品，都是新中国成立后的改编版本。
在“文化大革命”时期，由于二人转是“不入流”的纯民间艺术，且没有代表性著名演员，二人转并未受到迫害，而是完整地保留和继续发展了下去。
改革开放之后，由于生活水平迅速提高，普通民众的娱乐方式增多，许多传统曲艺形式在新兴的娱乐方式和艺术形式的冲击下迅速衰落，不再受到年轻人喜爱。而二人转因为其不墨守成规、不断适应观众需求和市场需求而顽强地生存和发展下去。这一时期的二人转加入了众多新的表演形式，比如模仿秀、喝啤酒，以及更多的与观众互动。二人转“唱”的部分对观众吸引力下降，于是二人转演员将精力集中在使表演更加诙谐搞笑，原来为唱戏暖场的互动和说笑话环节取代唱戏成为表演的重头部分，大篇幅的喜剧表演也被加入二人转表演之中，因此二人转演员普遍具有较强的喜剧表演能力。这也是赵本山和大多数知名二人转演员能因喜剧表演而出名的愿因。光碟的兴起也使得二人转找到了新的传播途径，大量二人转光碟被制作和传播，长途客车上的电视也经常播放二人转光碟，促进了二人转在全国范围内的传播。在这一时期，大量的传统曲艺形式无法跟上时代步伐而迅速衰落；而二人转虽有三百多年历史，却不断适应市场需求，不断创新，迎来了发展和传播的新高潮。
二人转发展历史上的最大高潮在新的世纪出现。进入二十一世纪，赵本山已因为出色的喜剧表演获得全国观众的喜爱和追捧，被誉为“小品王”。他在回家乡观看二人转演出时意识到，自己最初从事的这一艺术形式具有非凡的魅力——二人转与观众的广泛互动和随机应变的表演形式是当时任何一种表演形式都不具有的。于是赵本山决定将二人转艺术从东北地区推向全国，他创办了“刘老根大舞台”二人转剧场，并将剧场从东北三省开到北京、天津、山东，一直到华南地区的广东深圳。凭借着赵本山的巨大影响力和知名度，全国各地观众慕名前往观看，二人转表演也登上了中央电视台春节联欢晚会的舞台，二人转至此达到发展高峰。
进入新时代，二人转发展逐渐疲软，面临着发展困境。新时代中国互联网飞速发展，自媒体迅速兴起。看过二人转的观众将其看到的内容发在网上，甚至自己演绎出来，使得众多二人转笑料成为网络段子，而二人转创造新笑料的速度远不及网络传播的速度，导致观众看二人转演出总是看到已经在网络上看过的老段子，二人转的吸引力大大下降。同时，由于领头人赵本山年龄过高退居二线，以及一众老一辈艺术家的离世，二人转新生代演员业务能力不足，二人转艺术出现了退化，甚至出现后继无人的尴尬境地。

## 唱腔
二人轉在演唱方面吸收了河南、河北、山東各地的民間歌曲和說唱，同時又在東北的民間歌舞基礎上發展出「九腔十八調」，「九腔」即「胡胡腔」、「哈哈腔」、「梆子腔」、「影腔」、「咳咳腔」、「十三咳腔」、「迷子腔」、「二窩子腔」及「佛腔」；而「十八調」即「下盤棋」、「媽媽糊塗」、「茉莉花」、「小放牛」、「鋪地錦」、「寡婦上墳」、「鴛鴦扣」、「叫五更」、「姑娘」、「跑關東」、「打牙牌」、「沙金扇」、「茨山」、「放風箏」、「遊寺」、「思凡」、「光棍哭妻」和「小上墳」。

## 流派
二人轉有東、西、南、北4個流派，東路多用「彩棒」，有武打戲助場；西路唱腔，講究趕板奪字；南路最早使用扇子，歌舞並茂；北路唱腔優美，做工細膩。故有「南靠扭、北靠唱、西溝板頭、東要棒」之說。